# Orcajo
Orcajo (aragónul Forcallo) település Spanyolországban,  Zaragoza tartományban. Orcajo Balconchán, Used, Cubel, Atea, Manchones és Daroca községekkel határos. Lakosainak száma 58 fő (2024).

## Népesség
A település népessége az utóbbi években az alábbiak szerint változott:
| Lakosok száma | 46   | 39   | 38   | 34   | 47   | 57   | 57   | 58   | 57   | 58   |
|               | 2001 | 2004 | 2007 | 2009 | 2012 | 2014 | 2017 | 2019 | 2022 | 2024 |